# 1987 no carnaval
Nesta página encontrará referências aos acontecimentos diretamente relacionados com o carnaval ocorridos em 1987.

## Eventos

### Carnaval de São Paulo
No desfile realizado na Avenida Tiradentes, a Campeã do Ano foi a escola de samba Vai-Vai, com o tema "A Volta Ao Mundo em 80 Minutos - A Busca da Paz". 

### Carnaval do Rio de Janeiro
No desfile realizado no Sambódromo, a Campeã do Ano foi a escola de samba Mangueira com o tema "O Reino das Palavras, Carlos Drummond de Andrade". A agremiação tornou-se campeã pela décima-sexta vez.

## Nascimentos
| Data | Nome | Profissão | Nacionalidade | Observações | Ref |
| ---- | ---- | --------- | ------------- | ----------- | --- |

## Mortes
| Data    | Nome              | Profissão               | Nacionalidade | Observações | Ref |
| ------- | ----------------- | ----------------------- | ------------- | ----------- | --- |
| outubro | Arlindo Rodrigues | cenógrafo e figurinista | Brasil        | n. 1931     |     |